# Mahtomedi
Mahtomedi è una città degli Stati Uniti d'America, situata in Minnesota, nella Contea di Washington.